# Kia Ceed
La Kia Ceed (stilizzato CEED) è un'autovettura prodotta dalla casa automobilistica sudcoreana Kia Motors dal 2018.

## Descrizione

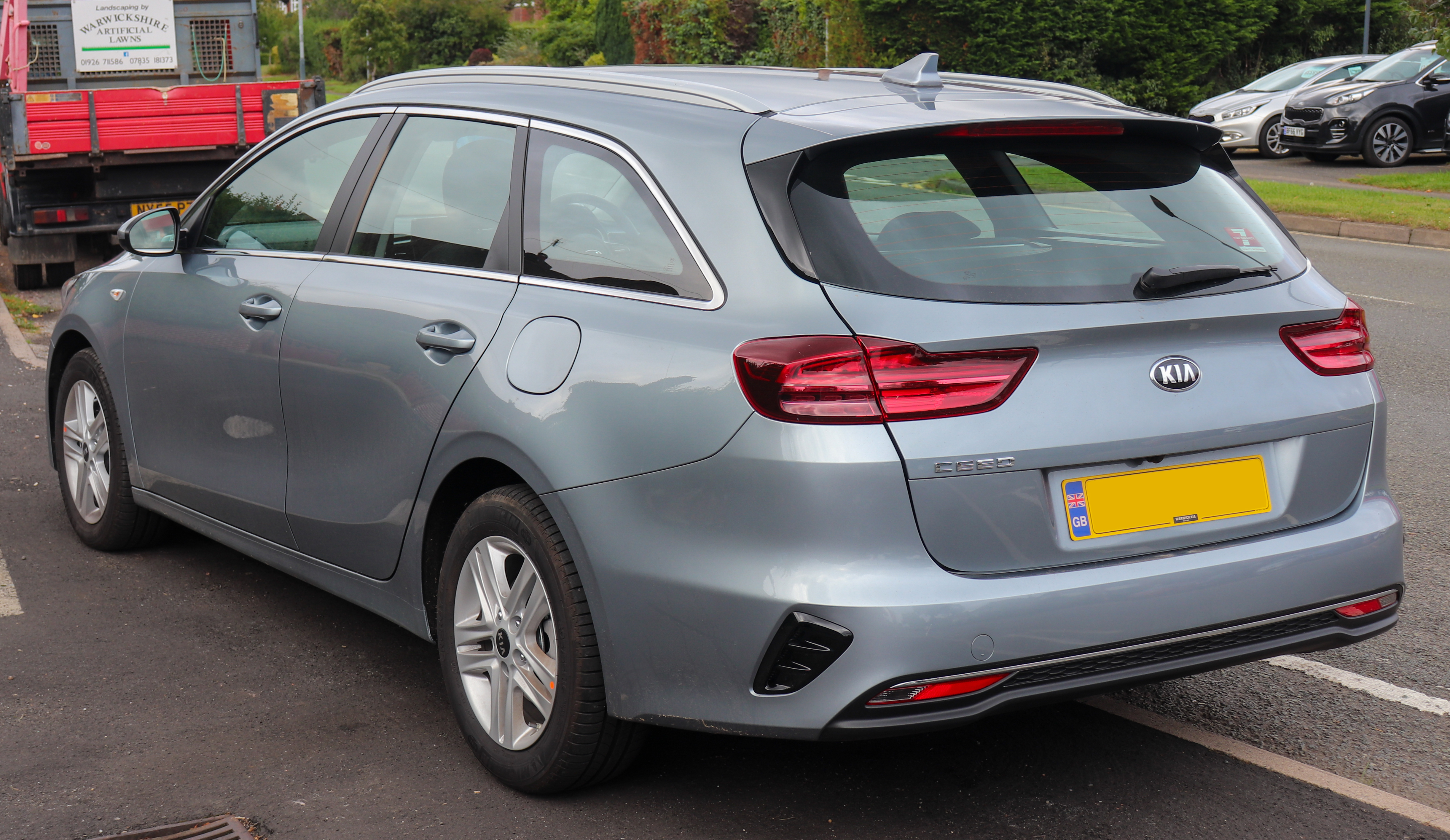
Kia Ceed Station Wagon

Il nome Ceed (nome in codice: K3) è un acronimo che sta per Community of Europe with European Design.
Costruita nell'impianto di Žilina in Slovacchia, la vettura è stata presentata al Salone di Ginevra 2018 in versione berlina 5 porte e station wagon. Al salone di Parigi del 2018, viene presentata la versione sportiva denominata Kia Ceed GT, equipaggiata con un motore turbocompresso a benzina a quattro cilindri da 1,6 litri con potenza di 204 CV e 264 Nm di coppia.
Alla classica versione station wagon, viene affiancata una variante shooting brake denominata ProCeed, presentata insieme alla Ceed GT. La versione a tre porte, prodotta nella passata generazione, non viene più proposta. 

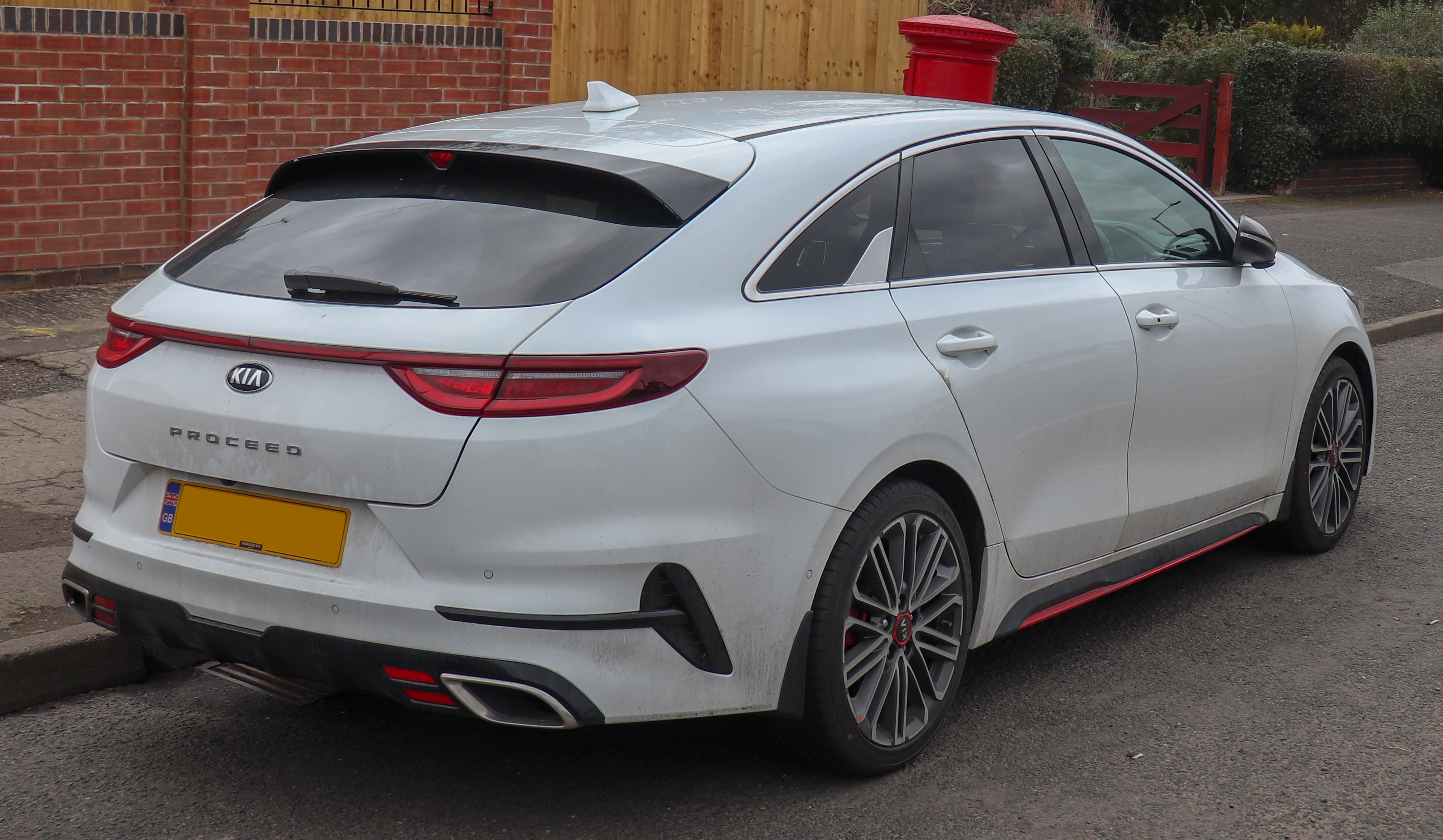
Kia ProCeed

La Ceed è la prima vettura della KIA ad essere costruita sulla nuova piattaforma denominata "K2" (condivisa con il pianale della Hyundai i30 di terza generazione) che consente alla vettura di essere alimentata attraverso varie motorizzazioni, che vanno da quelle a combustione interna, ibride e elettriche.
La Ceed è stata disegnata e progettata in Europa appositamente per essere venduta nel mercato del vecchio continente dal team guidato da Peter Schreyer presso il centro di stile europeo Kia a Francoforte. Esteticamente il design si caratterizza per la griglia anteriore chiamata "Tiger nose", in linea con gli altri modelli del marchio.
Alla fine 2019 è stata presentata una versione ibrida ricaricabile. Questa versione è alimentata da un'unità a benzina da 1,6 GDI abbinata a un motore elettrico. I due propulsori combinati insieme sviluppano una potenza di 141 CV scaricati sulle ruote anteriori tramite un cambio a doppia frizione a 6 marce. L'autonomia dichiarata nella sola modalità elettrica è di 60 chilometri.
A febbraio 2019 la Ceed ha vinto il premio iF Design Product Awards. Nello stesso anno a marzo arriva terza al concorso Auto dell'anno, mentre a luglio dello viene premiata ai Red Dot Design Award.
A gennaio 2020, la versione station wagon è disponibile anche con la motorizzazione ibrida plug-in derivata dalla KIA Niro.

## Motorizzazioni
|                                                | 1,4 MPi 100  | 1.0 T-GDi 120 | 1.4 T-GDi 140              | 1.6 T-GDi 204 | 1.6 CRDi 115              | 1.6 CRDi 136              | 1.5 T-GDi 160       | 1.6 T-GDi 141                  |
| ---------------------------------------------- | ------------ | ------------- | -------------------------- | ------------- | ------------------------- | ------------------------- | ------------------- | ------------------------------ |
| Alimentazione                                  | Benzina      | Benzina       | Benzina                    | Benzina       | Diesel                    | Diesel                    | Benzina Mild Hybrid | Ibrido Benzina                 |
| Tipologia motore                               | 4 cilindri   | 3 cilindri    | 4 cilindri                 | 4 cilindri    | 4 cilindri                | 4 cilindri                | 4 cilindri          | 4 cilindri                     |
| Cilindrata (cm³)                               | 1.368        | 998           | 1.353                      | 1.591         | 1.582                     | 1.582                     | 1.482               | 1.598                          |
| Potenza massima CV (kW)                        | 100          | 120           | 140                        | 204           | 115                       | 136                       | 160                 | 105 (benzina) + 60 (elettrico) |
| Coppia massima (Nm)                            |              | 172           | 242                        | 265           | 280                       | 320                       | 253                 | 265                            |
| Velocità massima (km/h)                        |              | 190           | 210 (206)                  | 225           | 192 (192)                 | 200 (200)                 | 210                 |                                |
| 0- 100 km/h (s)                                |              | 11,1          | 8,9 (9,2)                  | 7,4           | 10,9 (10,9)               | 10,2 (9,9)                | 8,6                 |                                |
| Consumo urbano/extraurbano/misto (in l/100 km) |              | 6.5/5.0/5.6   | 7.5/5.0/5.9 (6.7/5.0/ 5.7) |               | 4.4/3.7/4.1 (4.5/3.9/4.3) | 4.7/4.0/4.3 (4.4/4.0/4.2) |                     |                                |
| Emissioni di CO 2 (in g/km)                    |              | 128           | 132 (127)                  | 153,6         | 108 (108)                 | 110 (110)                 | 135,6               |                                |
| Peso a vuoto (kg UE)                           |              | 1352          | 1380                       | 1413          | 1449                      | 1449                      | 1390                |                                |
| Normativa antinquinamento                      | Euro 6D Temp | Euro 6D Temp  | Euro 6D Temp               | Euro 6D Full  | Euro 6D Temp              | Euro 6D Temp              | Euro 6D Full        | Euro 6D Temp                   |

- in parentesi i dati rilevati con cambio automatico a 7 marce

## Riconoscimenti
- Red Dot Design Award 2019[13][11]
- IF Product Design Award 2019[9]